# Línguas criadas por Tolkien
O filólogo e escritor inglês J. R. R. Tolkien criou diversas línguas construídas, a maioria associada ao seu universo fictício da Terra Média. A invenção de línguas, um processo que ele denominava glossopoeia (paralelo à sua ideia de mitopoética ou criação de mitos), foi uma atividade de uma vida para Tolkien, iniciada ainda na adolescência.
A glossopoeia de Tolkien possui duas dimensões temporais: a linha do tempo interna (fictícia) dos eventos na Terra Média, descrita em O Silmarillion e outros escritos, e a linha do tempo externa, correspondente à vida de Tolkien, durante a qual ele frequentemente revisava e aprimorava suas línguas e sua história fictícia. Pesquisadores de Tolkien publicaram uma quantidade significativa de material linguístico de Tolkien nos livros da série A História da Terra Média [en] e nas revistas Vinyar Tengwar e Parma Eldalamberon. Acadêmicos como Carl F. Hostetter [en], David Salo [en] e Elizabeth Solopova [en] produziram gramáticas e estudos detalhados sobre essas línguas.
Tolkien desenvolveu uma ampla família de  línguas élficas, sendo as mais conhecidas e elaboradas o Quenya e o  Sindarin. Além disso, ele esboçou as línguas dos homens, como o Adûnaic e o Rohirric; a língua dos anões, Khuzdul; a língua dos Ents; e a  Língua Negra, no universo fictício uma língua construída imposta aos Orcs pelo Senhor do Escuro Sauron. Tolkien complementou suas línguas com vários sistemas de escrita.

## Contexto

### A paixão de Tolkien: glossopoeia
Tolkien era um filólogo profissional especializado em línguas germânicas antigas, com ênfase no inglês antigo. A glossopoeia, ou construção de línguas, foi um hobby que ele cultivou por grande parte da vida. Aos 13 anos, ele colaborou na criação de um cifrão de substituição sonora chamado Nevbosh (novo disparate), que incorporava elementos de uma língua inventada. Tolkien afirmou que esse não foi seu primeiro experimento com línguas inventadas. Pouco depois, ele desenvolveu uma língua inventada verdadeira chamada Naffarin. Um de seus projetos iniciais foi a reconstrução de uma língua germânica antiga não documentada, possivelmente falada pelo povo de Beowulf na Era Heroica Germânica [en].
Em 1931, Tolkien proferiu uma palestra sobre sua paixão por línguas construídas, intitulada A Secret Vice [en]. Nela, ele contrasta seu projeto de línguas artísticas, criadas para prazer estético, com o pragmatismo das línguas auxiliares internacionais. A palestra também aborda as opiniões de Tolkien sobre fonoestética, citando o grego, o finlandês e o galês como exemplos de línguas com formas de palavras características e belas, cada uma a seu modo. Parte da palestra foi publicada em Os Monstros e os Críticos, e Outros Ensaios [en]; na parte não publicada, Tolkien apresentou o exemplo do "Fonwegian", uma língua sem conexão com qualquer outra conhecida.
Como um habilidoso calígrafo, Tolkien criou sistemas de escrita para suas línguas. Esses sistemas incluíam sarati, cirth e tengwar.

### Teoria de Tolkien sobre línguas inventadas
J. R. R. Tolkien acreditava que, para uma língua artística ser convincente e esteticamente agradável, sua criação deveria englobar não apenas o desenvolvimento histórico da língua, mas também a história de seus falantes, especialmente a mitologia associada a ambos. Essa ideia, de que uma "língua élfica" deveria estar vinculada a uma complexa história e mitologia dos Elfos, foi o cerne do desenvolvimento do Legendarium de Tolkien.
Em uma de suas cartas, Tolkien escreveu:
| “ | O que considero um fato primordial sobre meu trabalho é que ele forma um todo coeso, com inspiração fundamentalmente linguística. [...] Não é um 'hobby', no sentido de algo distinto do trabalho, adotado como uma válvula de escape. A invenção de línguas é a base. As 'histórias' foram criadas mais para proporcionar um mundo às línguas do que o contrário. Para mim, o nome vem primeiro, e a história segue. Eu preferiria ter escrito em 'élfico'. Claro, uma obra como O Senhor dos Anéis foi editada, deixando apenas a quantidade de 'língua' que achei que os leitores tolerariam. (Agora percebo que muitos teriam gostado de mais.) [...] Para mim, é, em grande parte, um ensaio sobre 'estética linguística', como às vezes digo a quem me pergunta 'do que se trata'. | ” |

A acadêmica e folclorista Dimitra Fimi [en] questiona essa afirmação. Em particular, o poema de setembro de 1914, The Voyage of Earendel the Evening Star, baseado no poema em inglês antigo Christ I [en], indica que Tolkien começou a conceber uma mitologia antes de esboçar sua primeira língua inventada da Terra Média, o Quenya, em março de 1915. Além disso, os passos que levaram à primeira tentativa de mitologia, o rascunho de 1917 de O Livro dos Contos Perdidos [en], envolvendo o personagem  Eärendil em sua primeira história, não incluíam suas línguas inventadas. Na visão de Fimi, Tolkien enfatizava que língua e mito "começaram a se entrelaçar quando eu era estudante de graduação [em Oxford, 1911–1915]" (como ele escreveu em 1954), e permaneceram assim pelo resto de sua vida.

### Lhammas
Em 1937, Tolkien escreveu o Lhammas, um tratado linguístico que explora as relações entre as línguas faladas na Terra Média durante a Primeira Era, com foco nas línguas élficas. O texto é apresentado como uma tradução de uma obra élfica, escrita por Pengolodh, cujos trabalhos históricos são considerados a principal fonte das narrativas de O Silmarillion sobre a Primeira Era.
O Lhammas existe em três versões, sendo a mais curta chamada Lammasathen. A principal tese linguística do texto é que todas as línguas da Terra Média descendem da língua dos Valar (os "deuses"), o Valarin, e se dividem em três ramos:
- Oromëan, nomeado em homenagem a Oromë, que ensinou os primeiros Elfos a falar. Todas as línguas dos Elfos e a maioria das línguas dos Homens são Oromëan.[8]
- Aulëan, nomeado em homenagem a Aulë, criador dos Anãos, é a origem da língua Khuzdul. Influenciou algumas línguas dos Homens.[8]
- Melkian, nomeado em homenagem ao rebelde Melkor ou Morgoth, é a origem, na Primeira Era, das diversas línguas usadas pelos Orcs e outros seres malignos.[8]

## Línguas da Terra Média

### Línguas élficas

#### Histórias interna e externa

A história interna das en, mapeada segundo os grupos e migrações na Cisão dos Elfos. O Quenya era a língua ancestral; o Sindarin foi inicialmente falado em Beleriand e continuou em uso na Terra Média durante a Terceira Era. Abaixo do nome de cada língua, está a palavra para "Elfos" nessa língua.

Etimologia de 'Glamdring' nas línguas élficas de Tolkien, conforme descrito em As Etimologias sob "Lam-", "Khoth-", "Glam-" e "Dring-". O que era Noldorin na época tornou-se posteriormente Sindarin.

No universo fictício, as línguas élficas formam uma família linguística derivada de um ancestral comum, chamado proto-língua.
Na vida real, J. R. R. Tolkien começou a construir essa família por volta de 1910, trabalhando nela até sua morte em 1973. Ele desenvolveu a gramática e o vocabulário de pelo menos quinze línguas e dialetos em três períodos distintos:
- Inicial, 1910 – c. 1930: a maior parte da proto-língua Quendian Primitiva, Eldarin Comum, Quenya e Goldogrin.[10]
- Intermediário, c. 1935–1955: Goldogrin evoluiu para Noldorin, acompanhado por Telerin, Ilkorin, Doriathrin e Avarin.[10]
- Tardio: Ilkorin e Doriathrin desapareceram; Noldorin transformou-se em Sindarin.[10]

Durante a década de 1930, Tolkien elaborou grande parte do contexto etimológico das línguas élficas, resultando em As Etimologias [en].

#### Quenya
Tolkien baseou a pronúncia do Quenya mais no latim [en] do que na fonologia do finlandês [en], embora incorpore elementos de ambas as línguas. Assim, o Quenya não apresenta a harmonia vocálica nem a gradação consonantal [en] típicas do finlandês, e o acento nem sempre recai na primeira sílaba. Elementos finlandeses, como as vogais frontais ö, ä e y, estão ausentes no Quenya, mas há semelhanças fonológicas, como a ausência de consoantes oclusivas não aspiradas ou a evolução das sílabas ti para si em ambas as línguas. A combinação de uma base latina com regras fonológicas finlandesas resultou em uma língua que, em muitos aspectos, lembra o italiano, a língua românica moderna favorita de Tolkien.
A gramática do Quenya é aglutinativa e predominantemente sufixal, ou seja, partículas são unidas por meio de sufixos. Possui classes gramaticais básicas, como verbos, substantivos, pronomes/determinantes, adjetivos e preposições. Os substantivos são flexionados para caso e número. Os verbos são flexionados para tempo, aspecto e concordância com sujeito e objeto. No Quenya inicial, os adjetivos concordavam com o substantivo em caso e número; no Quenya tardio, essa concordância desapareceu. A ordem básica das palavras é sujeito-verbo-objeto.

#### Sindarin

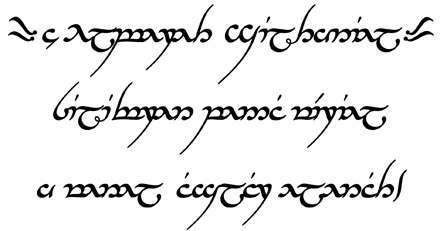
"A Elbereth Gilthonielsilivren penna míriel
o menel aglar elenath!"
Início do poema em Sindarin “en”.

Tolkien escreveu que deu ao Sindarin "um caráter linguístico muito semelhante (embora não idêntico) ao galês britânico [...] porque parece se adequar ao tipo 'céltico' das lendas e histórias contadas sobre seus falantes".
Diferentemente do Quenya, o Sindarin é principalmente uma língua flexiva com algumas tendências analíticas. Distingue-se do Quenya pela raridade de terminações vocálicas e pelo uso de oclusivas sonoras b, d, g, raras no Quenya, onde aparecem apenas após nasais e líquidas. No Sindarin inicial, os plurais eram formados pela adição de -ī, que desapareceu, mas afetou [en] as vogais precedentes (como no galês e no inglês antigo): S. Adan, pl. Edain; S. Orch, pl. Yrch. O Sindarin forma plurais de várias maneiras.

### Línguas dos homens

#### Adûnaic
Tolkien criou o Adûnaic (ou Númenóreano), a língua falada em Númenor, logo após a Segunda Guerra Mundial, por volta da época em que concluiu O Senhor dos Anéis, mas antes de escrever o contexto linguístico dos Apêndices. O Adûnaic foi concebido como a língua da qual o Oestron [en] (também chamado Adûni) deriva. Isso adicionou profundidade histórica às línguas dos homens. O Adûnaic foi projetado para ter um "leve sabor semítico". Seu desenvolvimento começou com The Notion Club Papers [en] (escrito em 1945). É nesse texto que se encontra a amostra mais extensa da língua, revelada a um dos protagonistas (da era moderna), Lowdham, em um sonho visionário de Atlantis. Sua gramática é esboçada no inacabado "Relatório de Lowdham sobre a Língua Adûnaic".
Tolkien permaneceu indeciso sobre se a língua dos homens de Númenor deveria derivar da língua original dos homens (como no Adûnaic) ou se deveria vir do "Noldorin élfico" (ou seja, Quenya). Em A Estrada Perdida e Outros Escritos [en], sugere-se que os Númenóreanos falavam Quenya, e que Sauron, odiando tudo o que era élfico, ensinou aos Númenóreanos a antiga língua dos homens que eles próprios haviam esquecido.

#### Rohirric
J. R. R. Tolkien denominou a língua de Rohan como "Rohanês". Ele forneceu apenas algumas palavras em Rohanês:
- Kûd-dûkan, uma palavra antiga que significa "morador de buraco", que evoluiu para kuduk, o nome que os Hobbits usavam para si mesmos.[15]
- Lô- / loh- corresponde ao inglês antigo éoh, "cavalo de guerra", e os nomes derivados Lôgrad para "Marca dos Cavalos" e Lohtûr para Éothéod, "povo dos cavalos". Essa palavra é um homônimo exato da palavra em húngaro para "cavalo", ló. A palavra em Rohanês para "cavalo" foi identificada como cognata das palavras élficas de Tolkien para "cavalo": rocco (Quenya) e roch (Sindarin). Todos os nomes que começam com Éo- supostamente representam nomes em Rohanês iniciados por Lô- ou Loh-, mas as formas em Rohanês de nomes como  Éomer e Éowyn não foram fornecidas.[15]

| Língua         | Letra | Comentários                                       |
| -------------- | ----- | ------------------------------------------------- |
| Rohirric       | lô-   | Por exemplo, Lôgrad, “Marca de cavalo”            |
| Língua húngara | ló    | Homônimo de Rohirric                              |
| Inglês antigo  | éoh   | “cavalo de guerra”, daí Éothéod, ”povo do cavalo” |
| Quenya         | rocco | "cavalo"                                          |
| Sindarin       | roch  | Daí o nome Rohirrim, “povo dos cavalos”           |

Apenas um nome próprio é fornecido, Tûrac, uma palavra antiga para "Rei", o equivalente em Rohanês para  Théoden. Esse termo corresponde à palavra em inglês antigo þéoden, que significa "líder de um povo", "rei" ou "príncipe". Assim como outros nomes descritivos em seu legendário, Tolkien usa esse termo para criar a impressão de que o texto é "histórico", "real" ou "arcaico".

### Língua dos anões
Algumas amostras do Khuzdul, a língua dos Anãos, aparecem em O Senhor dos Anéis. Diferentemente das línguas dos homens, a explicação aqui é distinta: como o Khuzdul era supostamente mantido em segredo pelos Anões e nunca usado na presença de estranhos (nem mesmo os nomes próprios dos Anões), ele não foi "traduzido" por nenhuma língua histórica real, e os poucos exemplos no texto são apresentados no "original".
O Khuzdul foi projetado para se assemelhar a uma língua semítica, com um sistema de raízes triconsonantais e paralelos especialmente com o hebraico, assim como algumas semelhanças entre os Anões e os judeus foram intencionais.

### Língua dos Ents
A língua dos Ents é brevemente descrita em O Senhor dos Anéis. Como os Ents foram inicialmente ensinados a falar pelos Elfos, o Entês parece relacionado às línguas élficas. Contudo, os Ents continuaram a desenvolver sua língua. Ela é descrita como longa, sonora, uma língua tonal semelhante a um instrumento de sopro. Apenas os Ents falavam Entês, pois ninguém mais conseguia dominá-lo. Mesmo os Elfos, mestres linguistas, não conseguiram aprender o Entês, nem tentaram registrá-lo devido à sua complexa estrutura sonora:
| “ | [...] lenta, sonora, aglomerada, repetitiva, de fato prolixa; formada por uma multiplicidade de tons vocálicos e distinções de tom e quantidade que nem mesmo os mestres do saber dos Eldar tentaram representar por escrito. | ” |

Para ilustrar essas características, Tolkien fornece a palavra a-lalla-lalla-rumba-kamanda-lindor-burúme, que significa "colina". Ele a descreveu como uma amostra "provavelmente muito imprecisa" da língua.

### Língua Negra
Tolkien desenvolveu pouco da Língua Negra além do Poema do Anel. Ele intencionalmente a tornou sonora de forma áspera, mas com uma gramática apropriada. Declarou que era uma língua aglutinante; foi comparada à extinta língua hurrita [en] do norte da Mesopotâmia.
No universo fictício, a Língua Negra foi criada pelo Senhor do Escuro Sauron para ser a língua oficial de todas as terras e povos sob seu domínio: assim, era uma língua construída tanto na realidade quanto na ficção. Diz-se que os Orcs nunca a aceitaram de boa vontade; a língua se fragmentou em diversos dialetos orquêscos mutuamente ininteligíveis, de modo que os Orcs se comunicavam principalmente em um Oestron degradado.

## Análise

### Origens
J. R. R. Tolkien desenvolveu um apego especial pela língua finlandesa. Ele descreveu a descoberta de uma gramática finlandesa como "encontrar uma adega repleta de garrafas de um vinho extraordinário, de um tipo e sabor nunca antes experimentado". A morfologia finlandesa, especialmente seu rico sistema de flexão, inspirou parcialmente a criação do Quenya. Outra das línguas favoritas de Tolkien era o galês, cujas características fonológicas influenciaram o Sindarin.

### Mapeamento linguístico

De acordo com Tom Shippey, Tolkien inventou partes da Terra Média para resolver o enigma linguístico que criou acidentalmente ao usar três línguas europeias pseudotraduzidas diferentes para as línguas dos povos em seu legendário.

Ao escrever O Senhor dos Anéis (1954–1955), uma sequência de O Hobbit (1937), Tolkien desenvolveu o recurso literário de usar línguas reais para "traduzir" línguas fictícias. Ele fingiu ter traduzido a língua original, Oestron (chamada Adûni em Oestron) ou Língua Comum (Sôval Phârë em Oestron), para o inglês. Esse recurso de representar uma língua imaginária com uma língua real foi ampliado ao representar:
- Rohirric, a língua de Rohan (relacionada ao Oestron), pelo dialeto mércio [en] do inglês antigo.[22]
- Nomes na língua de Dale por formas do nórdico antigo.[22]
- Nomes do Reino de Rhovanion por formas do gótico, mapeando assim a relação genética de suas línguas fictícias às relações históricas das línguas germânicas.[22]

Além disso, para refletir o substrato celta na Inglaterra, ele usou nomes em galês antigo para representar os nomes Dunlendish dos Hobbits de Buckland (por exemplo, Meriadoc [en] para Kalimac). Esse recurso de mapeamento linguístico foi uma solução para os problemas que Tolkien criou ao usar nomes nórdicos reais para os Anões em O Hobbit, em vez de inventar novos nomes em Khuzdul. Essa abordagem permitiu explicar o uso do inglês moderno como representação do Oestron. Por isso, Tolkien não precisou detalhar a gramática ou o vocabulário do Oestron. Ele oferece alguns exemplos de palavras em Oestron no Apêndice F de O Senhor dos Anéis, onde resume sua origem e papel como língua franca na Terra Média:
| “ | A língua representada nesta história pelo inglês foi o Oestron ou 'Língua Comum' das Terras do Oeste da Terra Média na Terceira Era. Ao longo dessa era, tornou-se a língua nativa de quase todos os povos falantes (exceto os Elfos) que habitavam os limites dos antigos reinos de Arnor e Gondor [...] No tempo da Guerra do Anel, no final da era, esses ainda eram seus limites como língua nativa. (Apêndice F) | ” |

O mapeamento do inglês antigo para o inglês moderno é semelhante ao mapeamento do Rohirric para o Oestron, e Tolkien usa as duas línguas germânicas para representar as duas línguas da Terra Média.

O Rohirric é representado em O Senhor dos Anéis pelo inglês antigo porque Tolkien escolheu fazer a relação entre o Rohirric e a Língua Comum semelhante à do inglês antigo com o inglês moderno.
Tolkien afirmou em As Duas Torres que o nome Orthanc tinha, "por escolha ou acaso", dois significados. Em Sindarin, significava "Monte Presa", enquanto na língua de Rohan, segundo ele, significava "Mente Astuta". O autor Robert Foster observa que orþanc realmente significa "astuto" em inglês antigo, de modo que o homônimo que Tolkien tinha em mente era entre o Sindarin e o inglês antigo, ou seja, o Rohirric representado. Foster comenta que seria improvável que um homônimo também existisse entre essas duas línguas e o Rohirric real, e que o inglês antigo e o Rohirric fossem sinônimos, sugerindo que Tolkien cometeu um erro.

## Estudos
A primeira monografia publicada dedicada às línguas élficas foi An Introduction to Elvish (1978), editada por Jim Allan (publicada por Bran's Head Books). Ela é composta por artigos escritos antes da publicação de O Silmarillion. Ruth Noel publicou um livro sobre as línguas da Terra Média em 1980.
Com a publicação de muito material linguístico durante a década de 1990, especialmente na série A História da Terra Média, e o material dos periódicos Vinyar Tengwar e Parma Eldalamberon publicado no início dos anos 2000 a partir das 3.000 páginas de material linguístico mantidas pela equipe de editores, incluindo Carl F. Hostetter, as línguas construídas de Tolkien tornaram-se muito mais acessíveis.
O livro de David Salo de 2007, A Gateway to Sindarin, apresenta a gramática do Sindarin de forma concisa. O livro de Elizabeth Solopova [en] de 2009, Languages, Myth and History, oferece uma visão geral das características linguísticas das várias línguas inventadas por Tolkien e da história de sua criação.
Alguns fanzines foram dedicados ao tema, como Tyalië Tyelelliéva, publicado por Lisa Star, e Quettar, o boletim da Fellowship Linguística da The Tolkien Society [en], publicado por Julian C. Bradfield. Tengwestië é uma publicação online da Elvish Linguistic Fellowship [en]. Listas de discussão e fóruns na internet dedicados às línguas construídas de Tolkien incluem Tolklang, Elfling e Lambengolmor. Desde 2005, há uma Conferência Internacional sobre as Línguas Inventadas de J.R.R. Tolkien.

### J. R. R. Tolkien
1. ↑  (Tolkien 1983, p. 200)
2. ↑  (Tolkien 1983, p. 203)
3. ↑  (Tolkien 1983, p. 209)
4. ↑  (Tolkien 1983, "A Secret Vice")
5. 1 2  (Carpenter 2023, #144 para Naomi Mitchison, 25 de abril de 1954)
6. ↑  (Carpenter 2023, #165 para Houghton Mifflin Co., 30 de junho de 1955)
7. ↑  (Tolkien 1987, pp. 378–379)
8. ↑  (Tolkien 1987, pp. 385–448 "The Etymologies")
9. ↑  (Carpenter 2023, #223: "Permaneço apaixonado pelo italiano e me sinto perdido sem a chance de tentar falá-lo.")
10. ↑  (Carpenter 2023, #144 para Naomi Mitchison, abril de 1954)
11. ↑  (Tolkien 1992, Parte Dois: "Os Papéis do Clube da Opinião")
12. ↑  (Tolkien 1996), p. 63.
13. ↑  (Tolkien 1987), p. 68 e nota p. 75.
14. 1 2 3  Tolkien, J. R. R. (julho de 2001).  Hostetter, Carl F., ed. «The Rivers and Beacon-hills of Gondor» [Os Rios e Colinas-Sinalizadoras de Gondor]. Vinyar Tengwar (42): 8
15. ↑  (Carpenter 2023, #176 para Naomi Mitchison, 8 de dezembro de 1955)
16. 1 2 3 4 5 6  (Tolkien 1955), Apêndice F
17. ↑  Tolkien, J. R. R. (2007). «Words, Phrases and Passages in Various Tongues in 'The Lord of the Rings'» [Palavras, Frases e Passagens em Várias Línguas em 'O Senhor dos Anéis']. Parma Eldalamberon (17): 11–12
18. 1 2  (Carpenter 2023, #163 para W. H. Auden, 7 de junho de 1953)